# Kråkfot (verktyg)

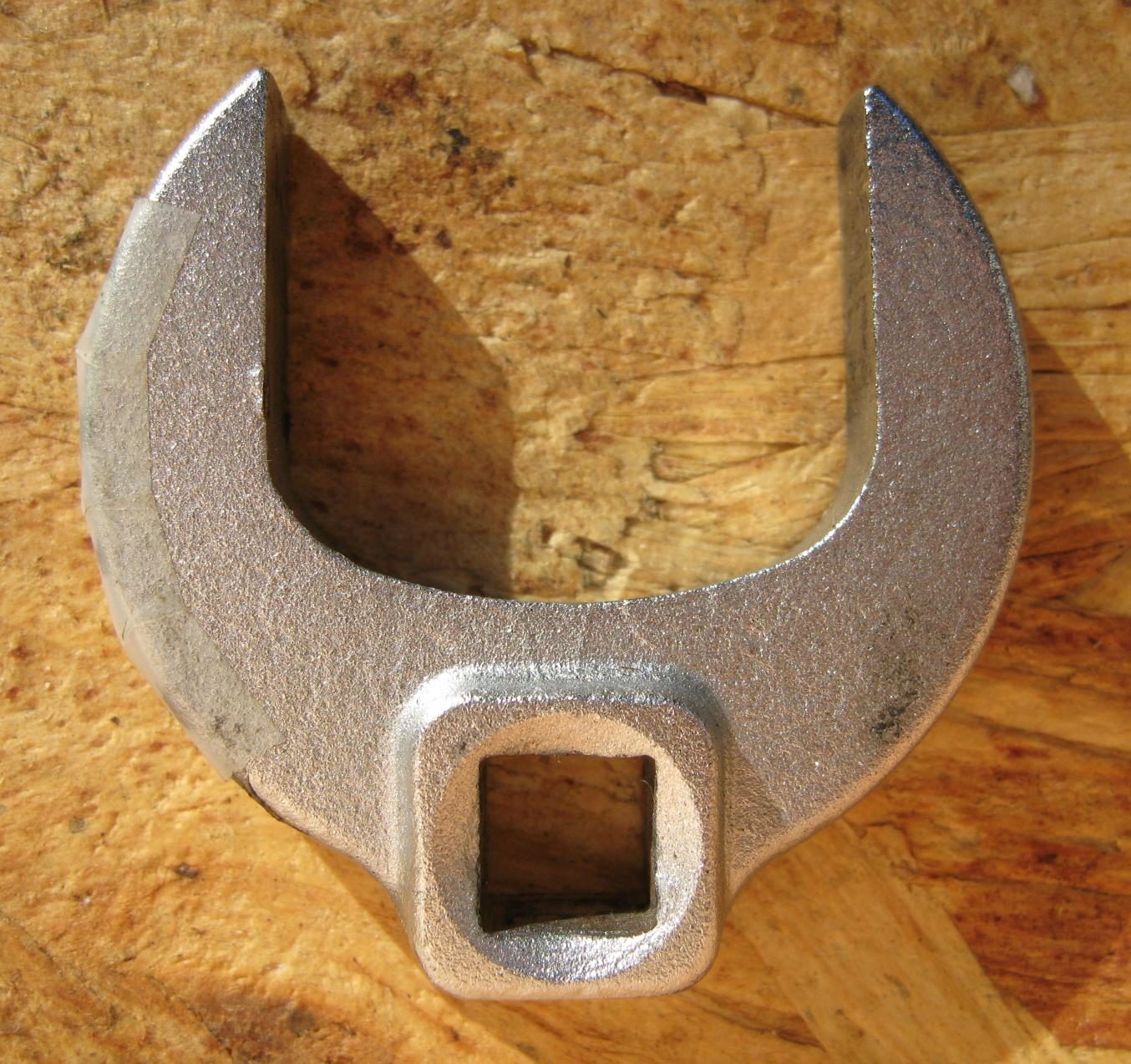
Kråkfot

Verktyget kråkfot är en U-nyckel utan skaft. Nära skaftets plats finns ett kvadratiskt hål, passande en kvartstumstapp (1/4 inch). Tappen kan vara av diverse längder. Tappens andra ände är utformad på liknande sätt. Där kan man fästa ett handtag, som motsvarar blocknyckelns skaft. Handtaget kan anbringas pekande i 90° steg åt 4 olika håll allt efter behov i trånga utrymmen. Om diagonalen från hörn till hörn  i handtagets kvadratiska hål bildar 22,5° vinkel mot handtagets längdaxel, kan de 4 möjliga pekriktningarna ökas till 8 i 45° steg genom att handtaget på lämpligt sätt snos ett halvt varv kring sin längdaxel.
Användningsområdet är där konstruktionen är sådan att den mutter eller skruv som ska lossas eller dras åt är så svåråtkomlig, att vanliga blocknycklar eller hylsnycklar inte får plats, eller inte når muttern respektive skruven.